# نادي كاخابيلباو لكرة السلة
نادي كاخابيلباو لكرة السلة كان فريق كرة سلة إسباني للمحترفين تأسس في سنة 1983 يقع في بلباو، منطقة إقليم الباسك. لعب في الدوري الإسباني لكرة السلة. من أبرز لاعبيه السابقين خوان مانويل لوبيز أوتورياغا.